# Ruuthska bruket

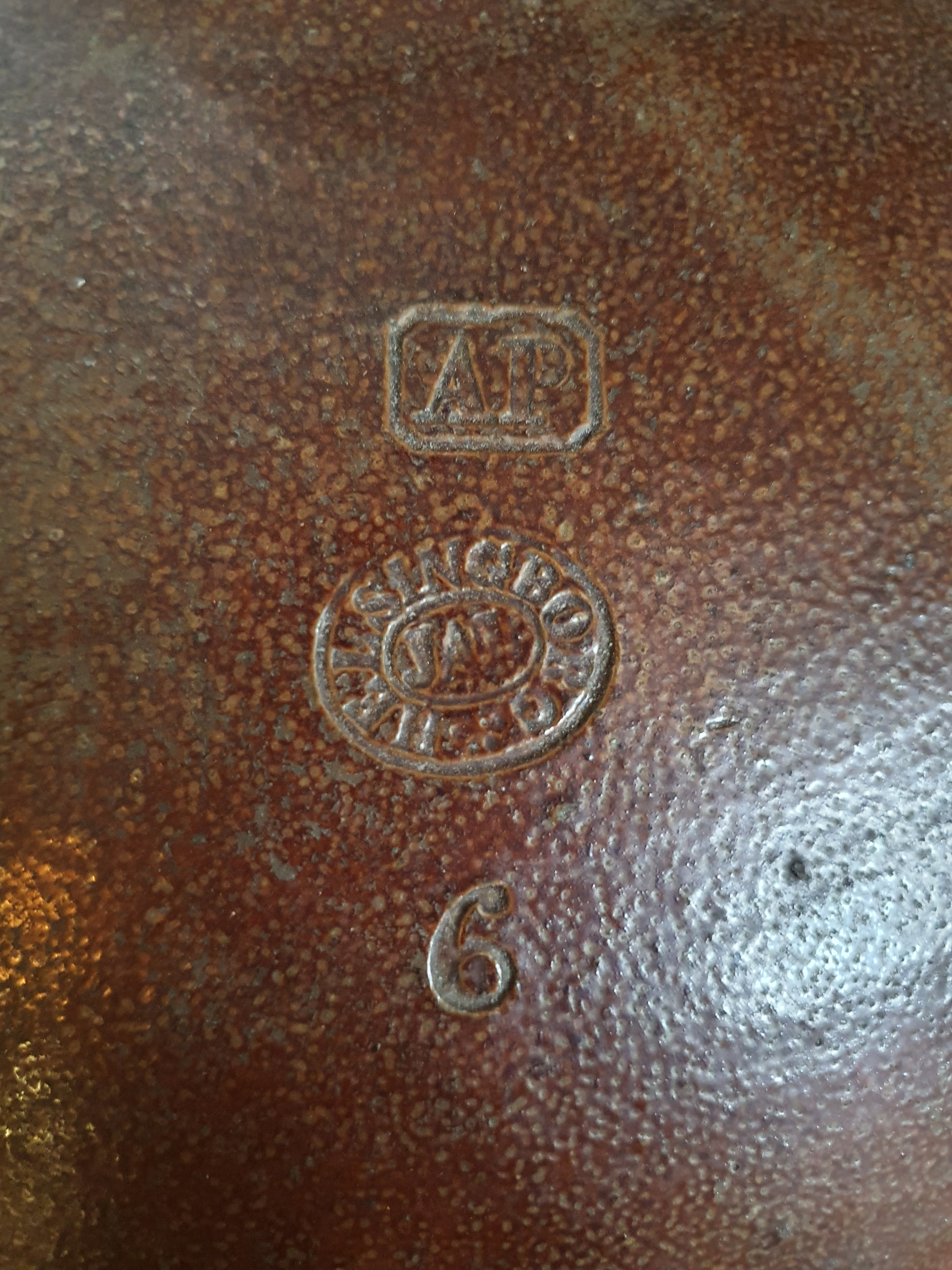
Helsingborgs Stenkärlsfabrik, stämpeln som användes 1841-1860.

Ruuthska bruket, eller Ruuthska bruken, Helsingborgs stenkärlsfabrik var en fabrik för tillverkning av stengods, i första hand saltglaserat, verksam i Helsingborg 1798-1922.
Fabriken anlades för att utnyttja de av Eric Ruuth i samband med hans stenkolsbrytning i Höganäs, Bosarp och Tinkarp upptäckta stengodslerorna. En mindre degelfabrik anlades i Helsingborg redan vid mitten av 1790-talet. Efter att Helsingborgs stenkolsverk gått i konkurs omorganiserades verksamheten 1798 och en stengodsfabrik och ett järngjuteri med Eric Ruuth som huvudägare, Ruthska bruket grundades i Helsingborg med Anders Polheimer som teknisk ledare Gustaf Broling som rådgivare. 
Lerkärlsfabriken tillverkade saltglaserat stengods, bland annat krukor, burkar, krus, te- och kaffekannor, tallrikar och sparbössor. Järngjuteriet gjorde från 1800 stekpannor, grytor, spisar, gjutjärnshällar och plogar. Under åren 1805–1808 tillverkade Ruuthska bruket också glasföremål. 
År 1816 överlät Eric Ruuth efter ekonomiska bekymmer rörelsen till sina bröders svärsöner.
Efter konkurs och omorganisation i början av 1820-talet och sedan åter 1839 avkoppades stenkärlsfabriken från järngjuteriet. Företaget hade omkring 10-20 anställda. 
Den drevs fram till 1840 under namnet Carl Claes & Eric Piper och Associerade. År 1840 köpte Johan August Dreilick gjuteriet och lerkärlsfabriken, men han måste av ekonomiska skäl sälja verksamheten 1869 till Helsingborgs Jern- & lerkärlsfabriksaktiebolag, med Petter Olsson som disponent. Denne förvärvade senare bruket och i det till Helsingborgs Mekaniska Verkstad omdöpta bruket tillverkades under några år lokomotiv. År 1918 döptes verkstadsföretaget om till Svenska Elektromekaniska Industri AB, medan lerkärlsfabriken avvecklades 1922.
Svenska Elektromekaniska Industri AB inriktade sig på motorer, generatorer, transformatorer och annan elektrisk utrustning. Det började också tillverka koppartråd, vilket ledde till bildandet av dotterbolaget AB Elektrokoppar 1928.